# Stora Frösunda

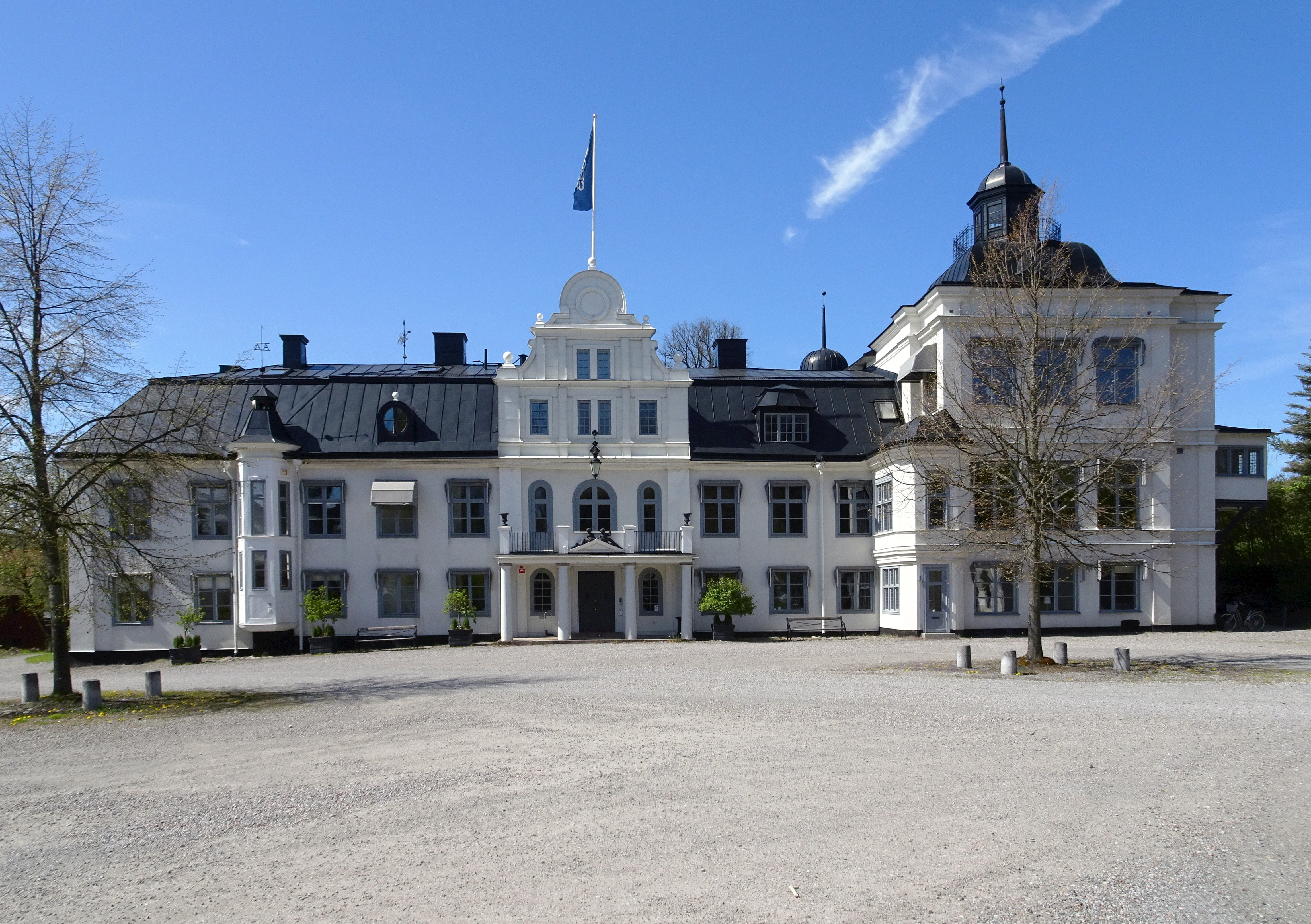
Stora Frösunda, huvudbyggnadens fasad mot öster, maj 2020.

Stora Frösunda är en herrgård i området Frösunda, Solna kommun. Den ståtliga byggnaden uppfördes 1783 och fick sitt nuvarande slottsliknade utseende på 1890-talet. Byggnaden och parken ägs sedan 1990-talet av SAS Institute.

## Historik

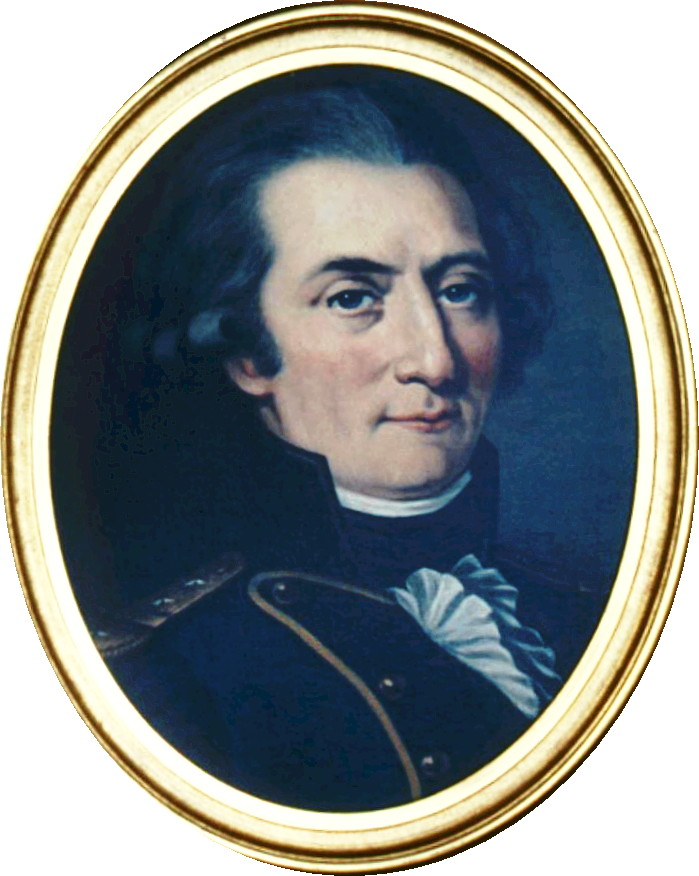
Byggherren Wijnbladh.

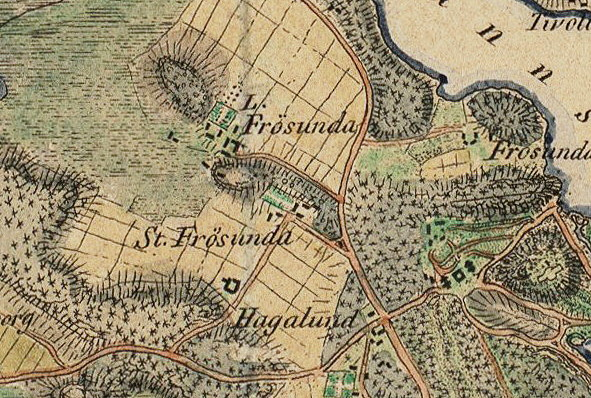
Stora och Lilla Frösunda 1817.

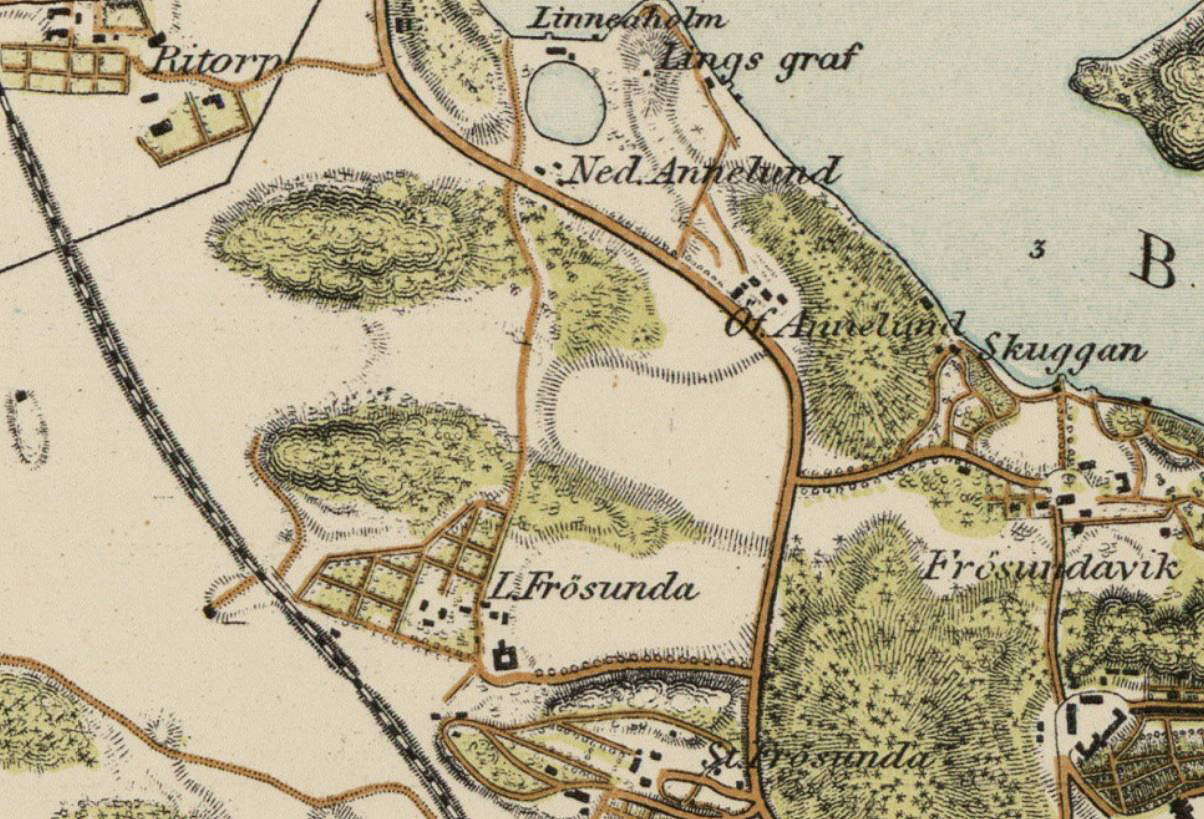
Stora och Lilla Frösunda samt Frösundavik 1861.

Under medeltiden var Frösunda by med sina fem gårdar den största i Solna socken. Två av byns gårdar kallades Nedre eller Lilla Frösunda och tre Övre eller Stora Frösunda. Norr om byn sträckte sig under förhistorisk tid ett vattendrag som förband dagens Brunnsviken med Råstasjön.
Stora Frösundas egendom omfattade ursprungligen även dagens Hagaparken, med den delvis bevarade gårdsanläggningen Gamla Haga. Sedan 1600-talet ägdes stället av släkten Brahe, varför området även kallades Brahelund. Den siste ägaren i denna släkt var excellensen Magnus Fredrik Brahe vilken 1778 utarrenderade Stora Frösunda och Brahelund till översten Adolf Fredrik Wijnbladh, son till arkitekten Carl Wijnbladh och begåvad jordbrukare samt fortifikationsofficer.
När Wijnbladh övertog driften var gårdsbebyggelsen i mycket dåligt skick, delvis i ruiner, och jordbruket sköttes ineffektivt. 1782 förvärvade han egendomen och året därpå lät han uppföra en ståndsmässig herrgård mitt bland de fallfärdiga husen, som ”gjorde i början en stark kontrast”, enligt vad Wijnbladh själv skrev 1805. Till arkitekt anlitade han en kollega från fortifikationen, Gabriel von Spången. 
Corps de logi fick två våningar under ett brutet sadeltak samt en central del i gustaviansk stil. Stommen uppfördes i timmer som reveterades. Interiören gestaltade i pompejansk stil med Hagapaviljongen som förebild, möjligtvis hade Louis Masreliez, Hagapaviljongens inredningsarkitekt, varit  Wijnbladhs rådgivare.
Det byggdes även två fristående envåningsflyglar, en musikpaviljong, ladugård, stall, en hästdriven kvarn, bränneri och andra ekonomibyggnader. Till stället hörde även ett tegelbruk. Söder om gården anlades en stor trädgård med över 400 fruktträd. Efter kunglig förebild lät Wijnbladh anlägga en engelsk park på en kulle nordväst om huvudbyggnaden och ända bort till Lilla Frösunda. Förmodligen hade han Fredrik Magnus Piper, upphovsmannen bakom Hagaparken, till sin hjälp. Under Wijnbladh upplevde Stora Frösunda sin glansperiod.
År 1780 hade kung Gustav III köpt Brahelund och förvandlat området till sin lustpark, idag kallad Hagaparken. Wijnbladh fick överinseende över parken. Han var en föregångsman inom det rationellt skötta jordbruket och kom 1805 att publicera sina erfarenheter i skriften ”Försök till jordbrukets lönande behandling jemte bihang om sättet att afrappa trähus...”, där an även gav en utförlig beskrivning över Stora Frösunda och Brahelund. Efter kungens död 1792 hamnade Wijnbladh i ekonomiska svårigheter och 1806 blev han tvungen att sälja Stora Frösunda. Han kunde dock behålla Frösundatorp, som han hade bebyggt ståndsmässigt några år tidigare och döpt om det till Charlottenburg efter sin hustru Charlotte Arbin. Wijnbladh avled 1808, hans hustru bodde kvar på Charlottenburg fram till 1810. Charlottenburg finns bevarad och inrymmer Solna hembygdsmuseum.
Under 1800-talets första hälft byttes ägare femton gånger. Bland dem märks greve Josias Montgomery-Cederhielm med hustru Mathilda d'Orozco, som höll sin litterära salong på Stora Frösunda. År 1857 köptes Stora Frölunda av lagmannen Tage Sylvan (1801-1879). Han lät upprusta gårdens byggnader efter nästan 50 år av förfall. Under hans tid tillkom den lilla vitputsade grindstugan i klassicerande stil vid östra infarten. Gården ärvdes av sonen Emil Sylvan (1833-1886) och sedan av sonsonen Carl.  

### Historiska interiörbilder

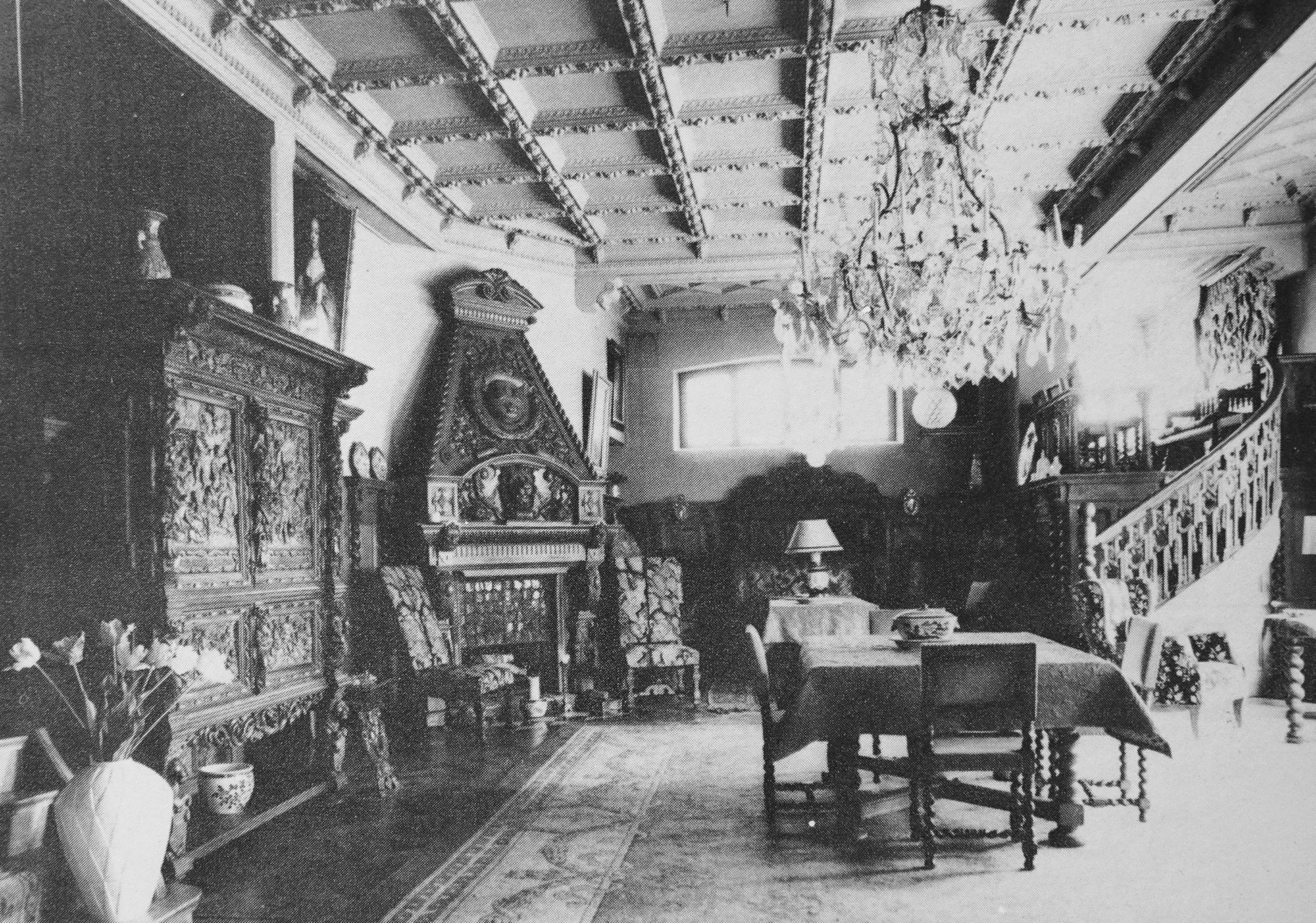
Riddarsalen.
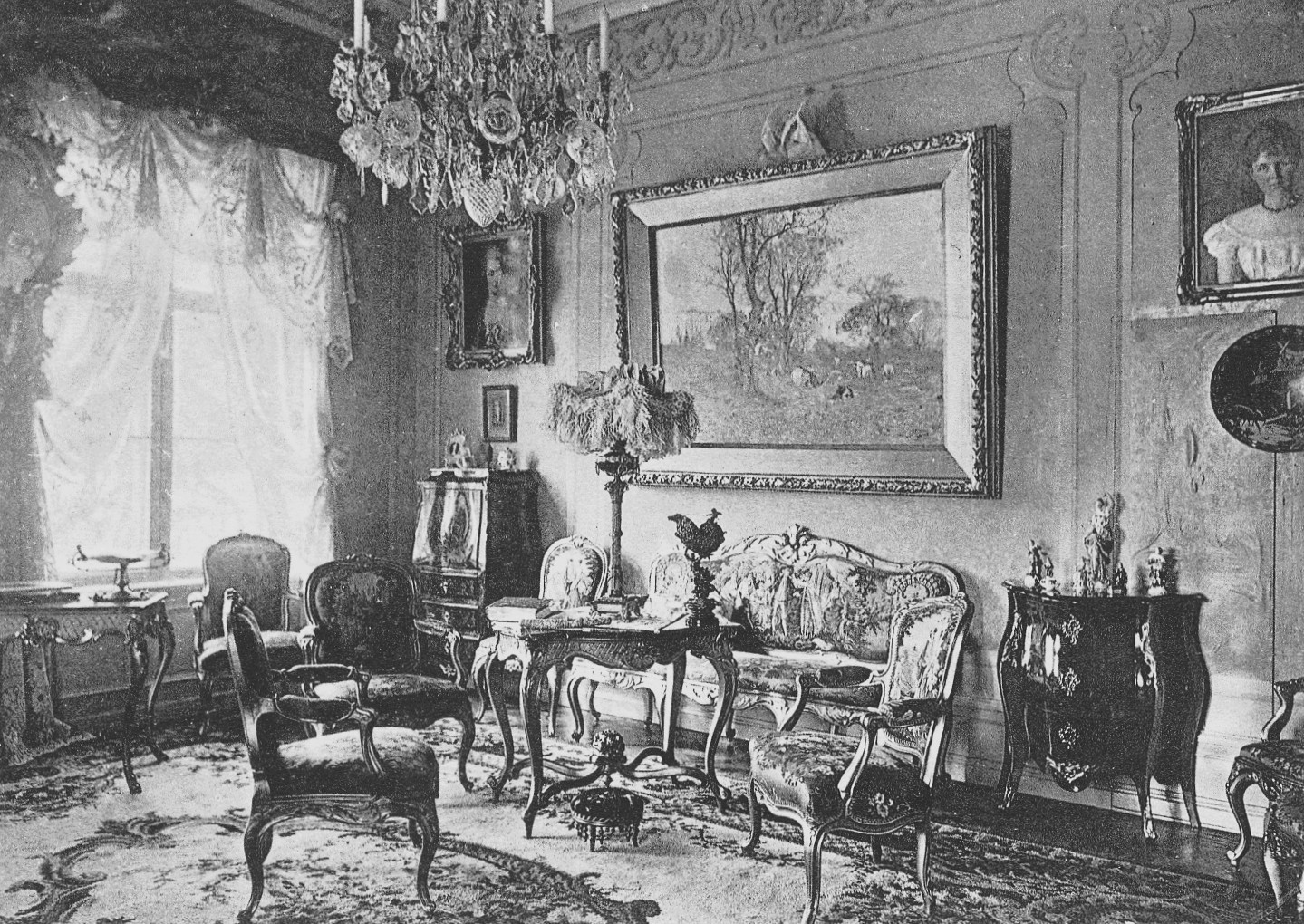
Rokokosalen.
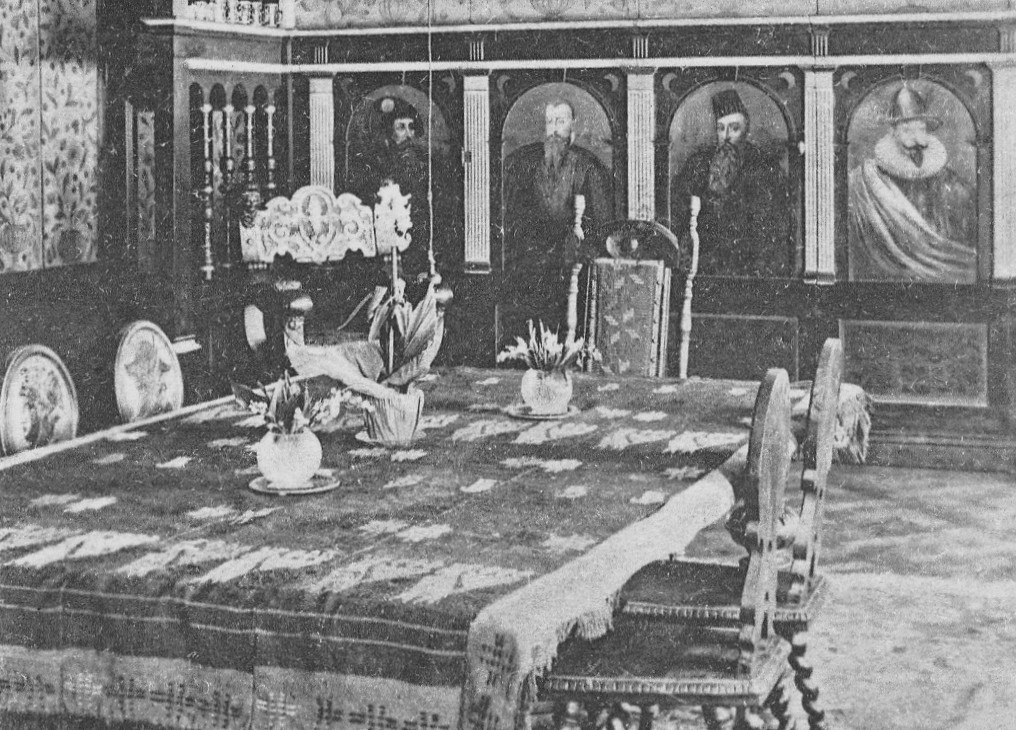
Kungssalen.
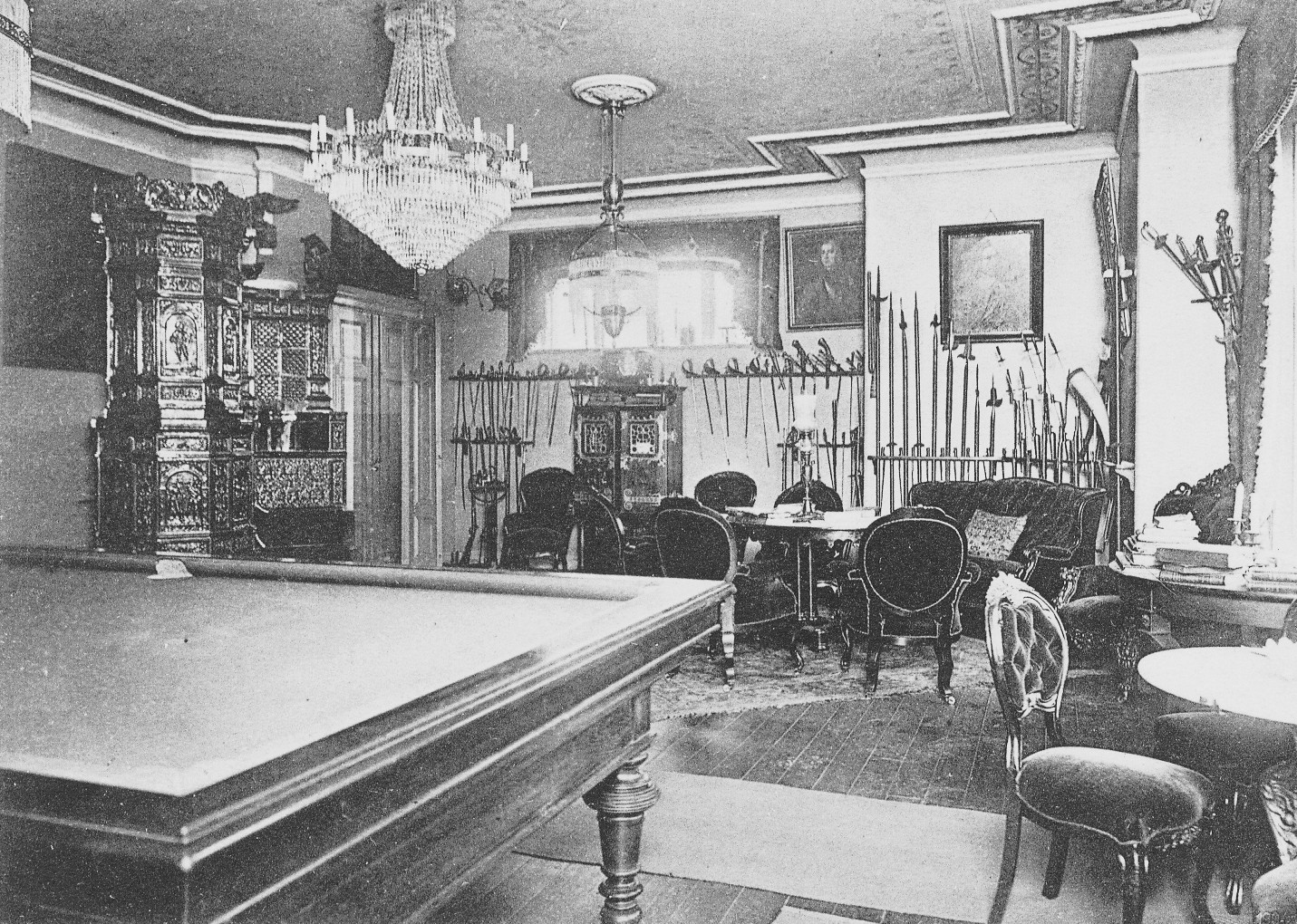
Biljardrummet.
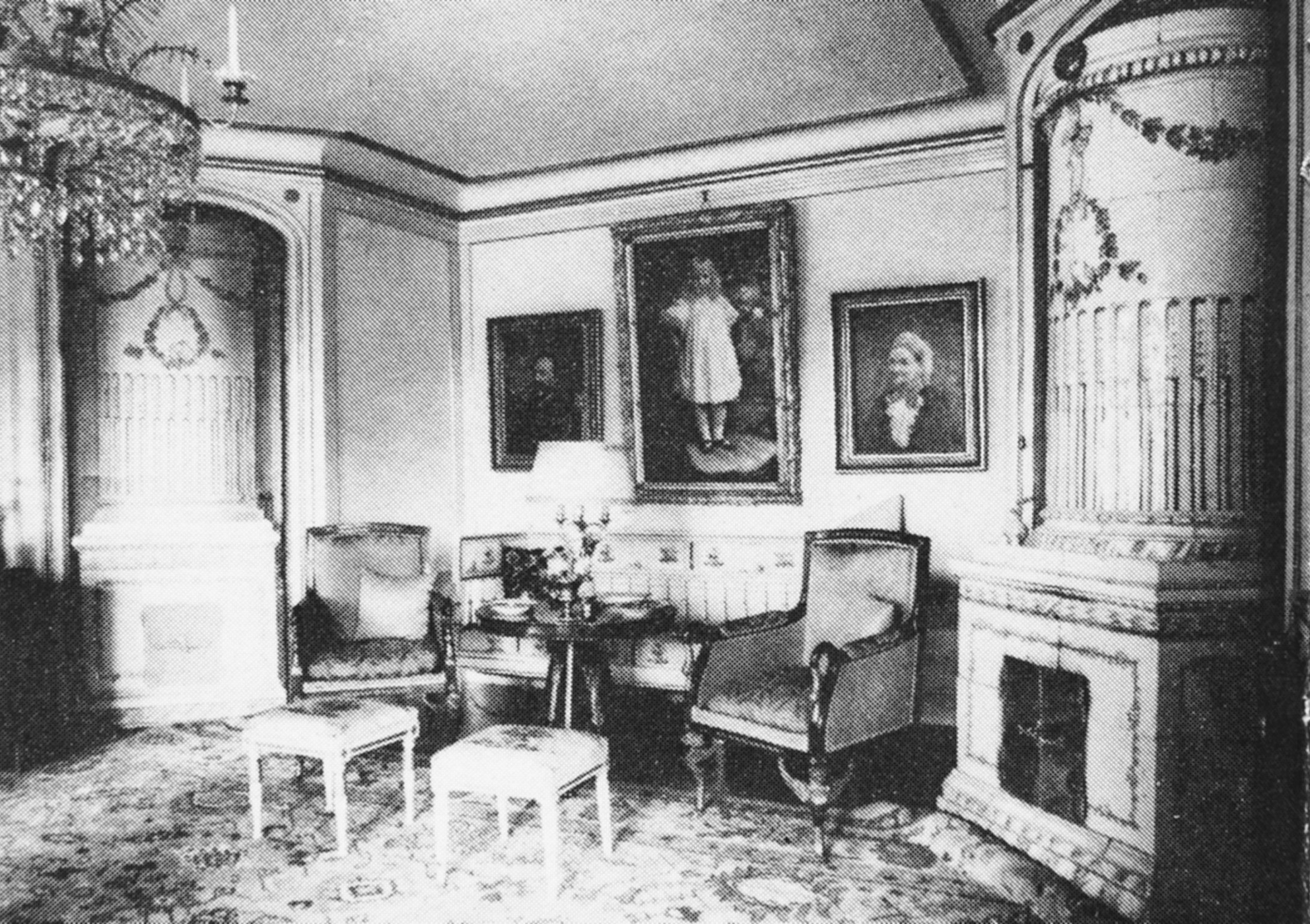
Balkongrummet.

### Gården under Amundson

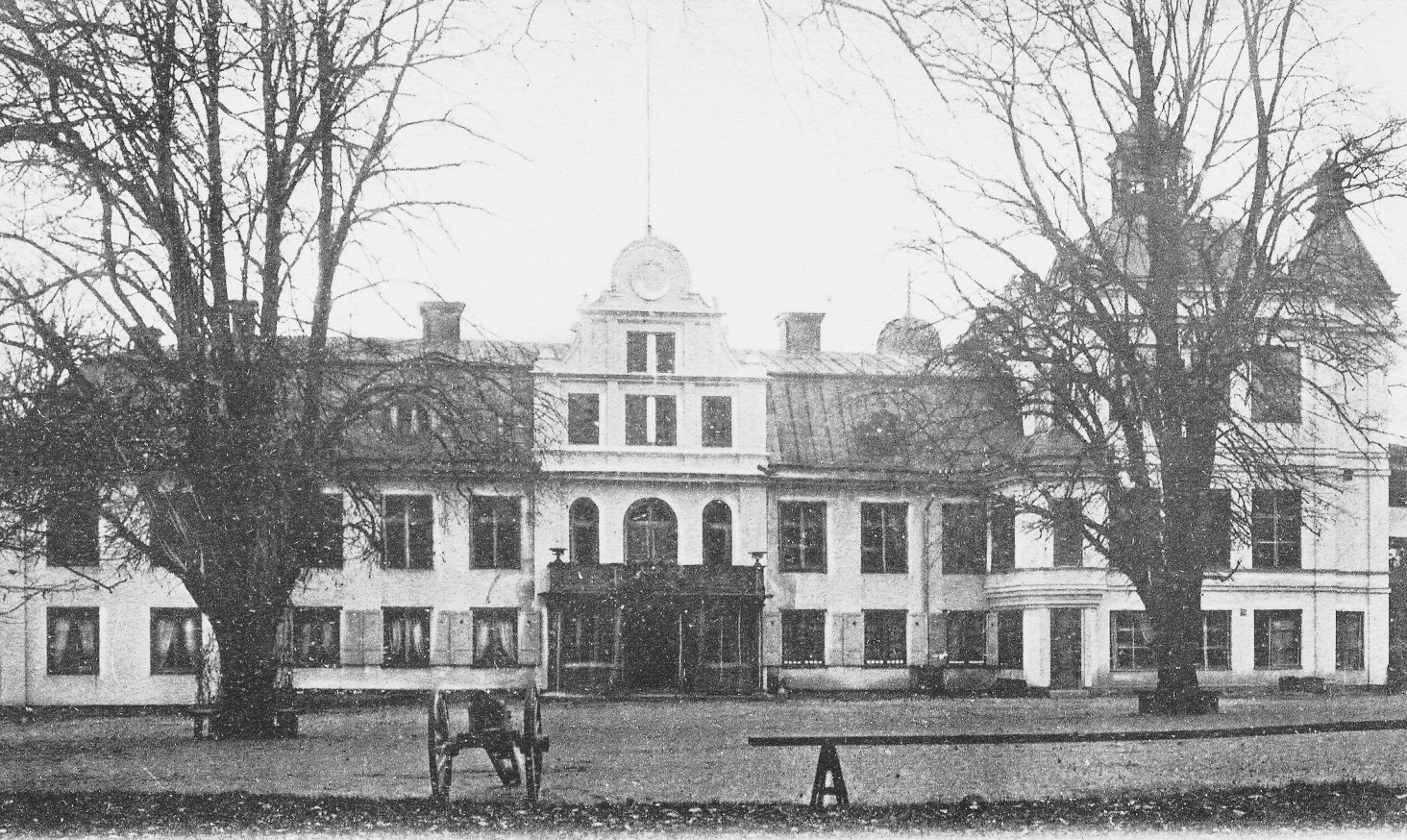
Stora Frösunda, 1900-1910.

År 1889 såldes gården av Carl Sylvan till översten Karl Amundson. Han lät omgestalta huvudbyggnaden på ett genomgripande sätt, som nu fick sitt nuvarande, slottsliknande utseende. Då tillkom en tornprydd tillbyggnad på norra gaveln, höga renässansgavlar, burspråk och tureller. Allt i enlighet med tidens smak. Planlösningen behölls nästan oförändrad men interiören fick också en ny tidstypiskt arkitektur, bland annat riddarsalen på övre våningsplanet som inreddes med möbler från 1600-talet. Parken smyckas även av en runsten från 1000-talet. Innan stenen 1902 fick sin nuvarande plats stod den i ett gravfält väster om gården (se Upplands runinskrifter 121). Amundson lät även avstycka en del av gårdens mark och började försälja tomter i det kuperade skogsområdet. Den första avstyckningsplanen för "Nya Hagalund" med 130 tomter tillskrivs Amundson och försäljningen sköttes av en kompanjon till honom.
I slutet av 1990-talet såldes Stora Frösunda av Amundsons ättlingar till it-företaget SAS Institute, som lät genomföra en varsam upprustning av huvudbyggnaden, flyglarna, grindstugan och musikpaviljongen samt en restaurering av parkanläggningen. I parken märks de höga träden som Wijnbladh lät plantera på 1700-talets slut. Direkt öster om gården strök Gamla Uppsalavägen förbi, här finns en halvmilstolpe med Gustav III:s krönta namnchiffer. Stenen restes på 1770-talet genom landshövding Jacob Johan Gyllenborg. I samband med vägombyggnader har stenen flyttats till sitt nuvarande ställe. Dagens motorväg E4 går strax intill och skär av den tidigare naturliga kontakten till Hagaparken.

### Nutida bilder

Huvudbebyggelsen
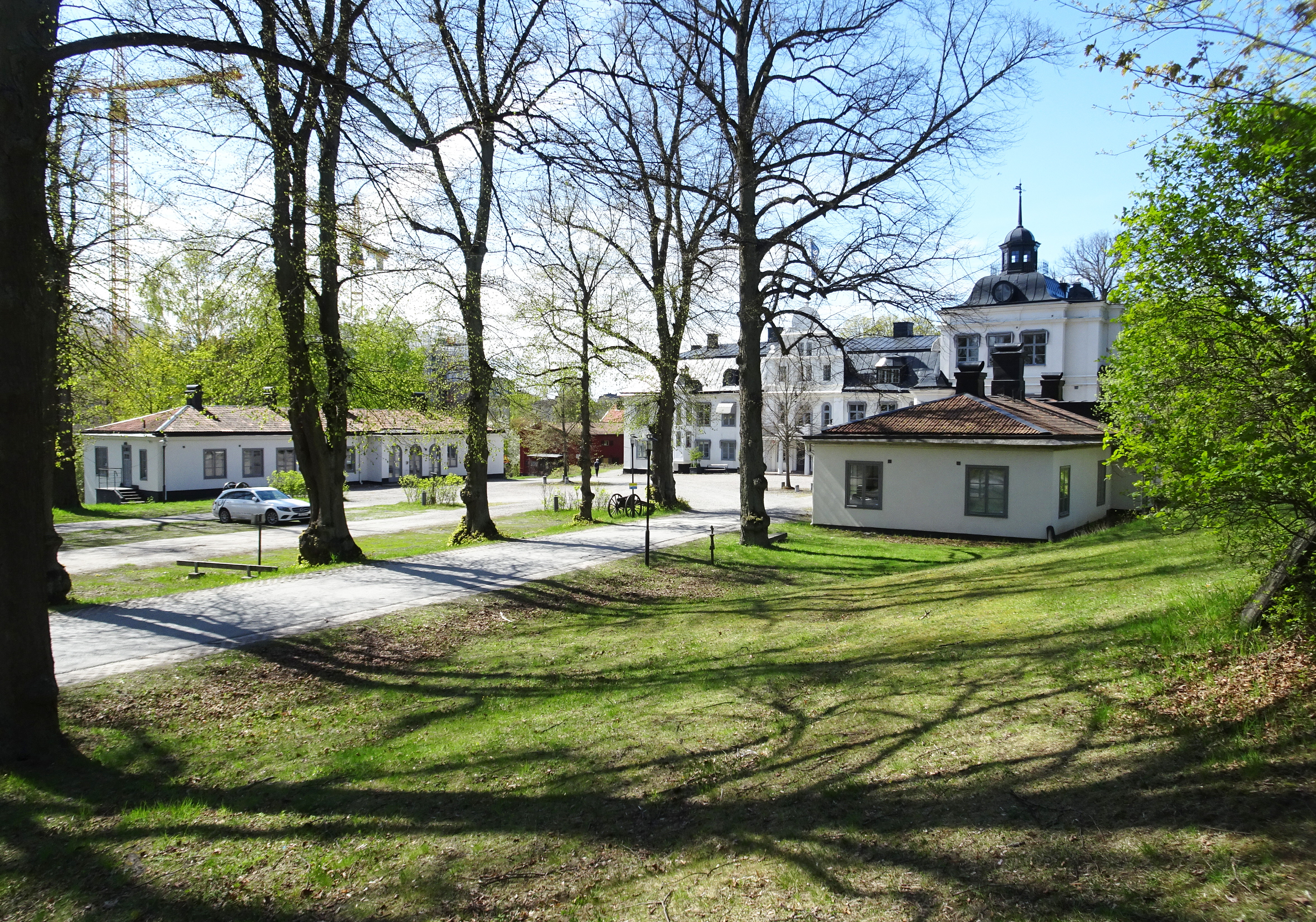
Huvudbyggnad och flyglar från öster.
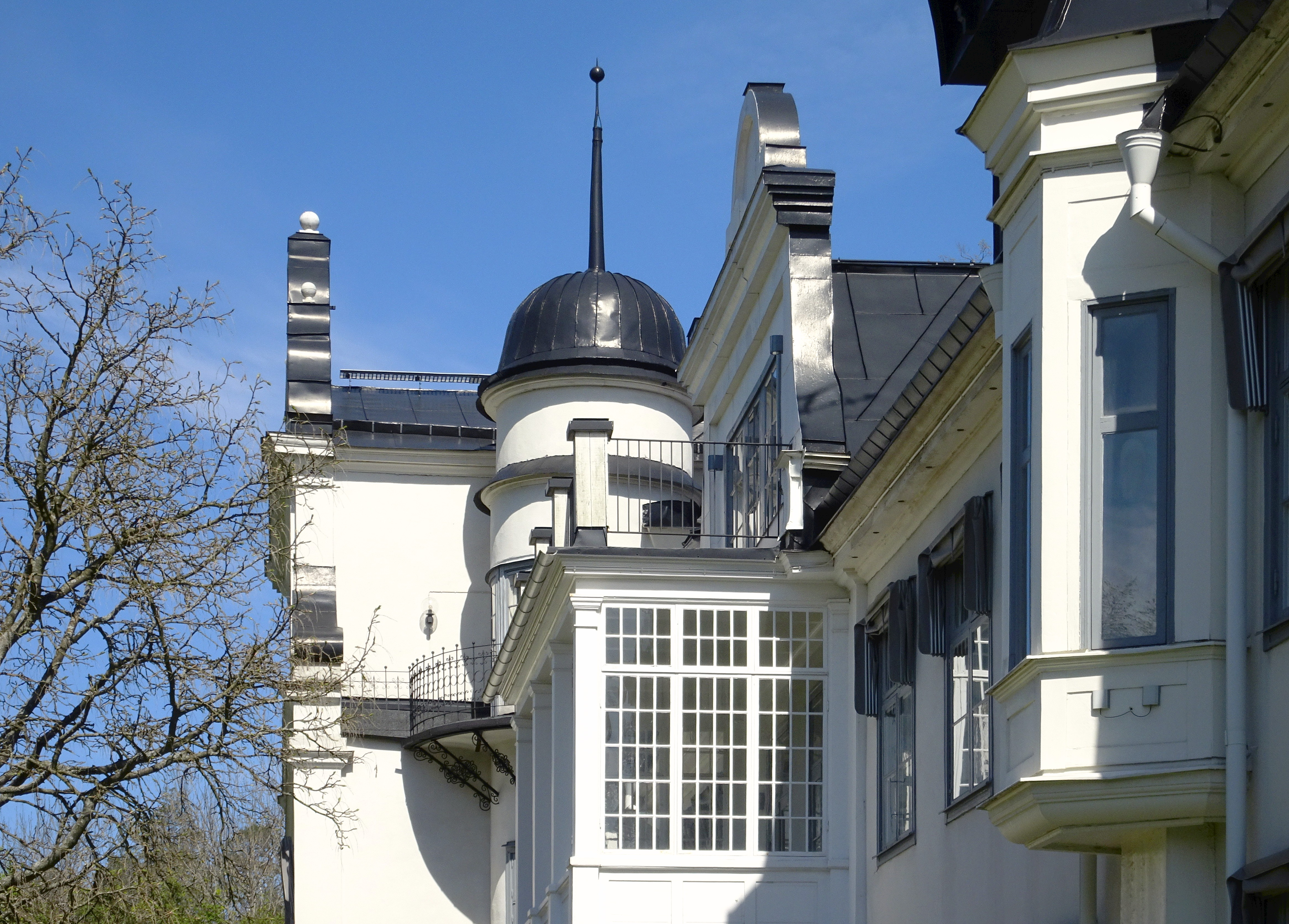
Fasaddetalj.
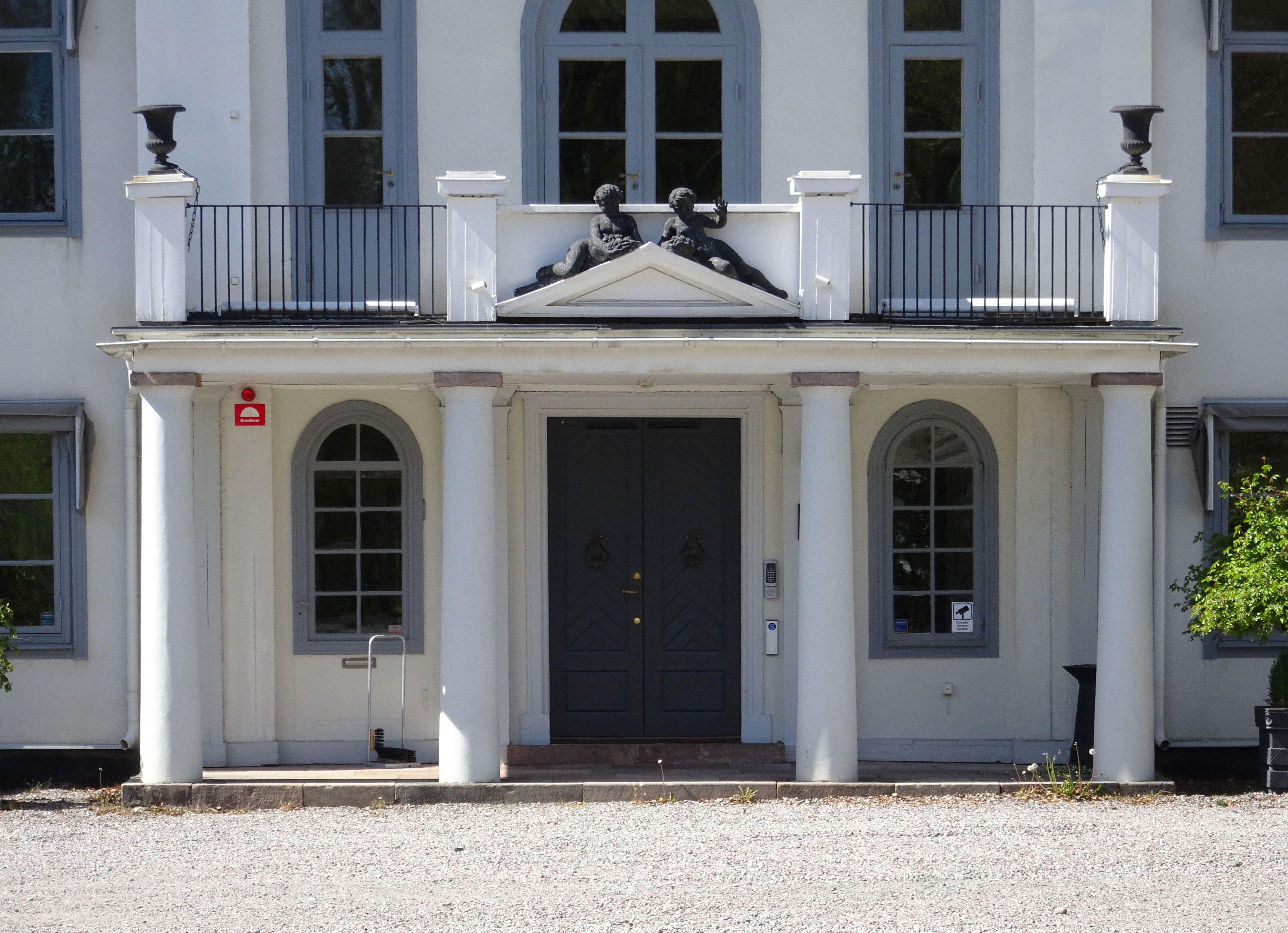
Huvudentrén.
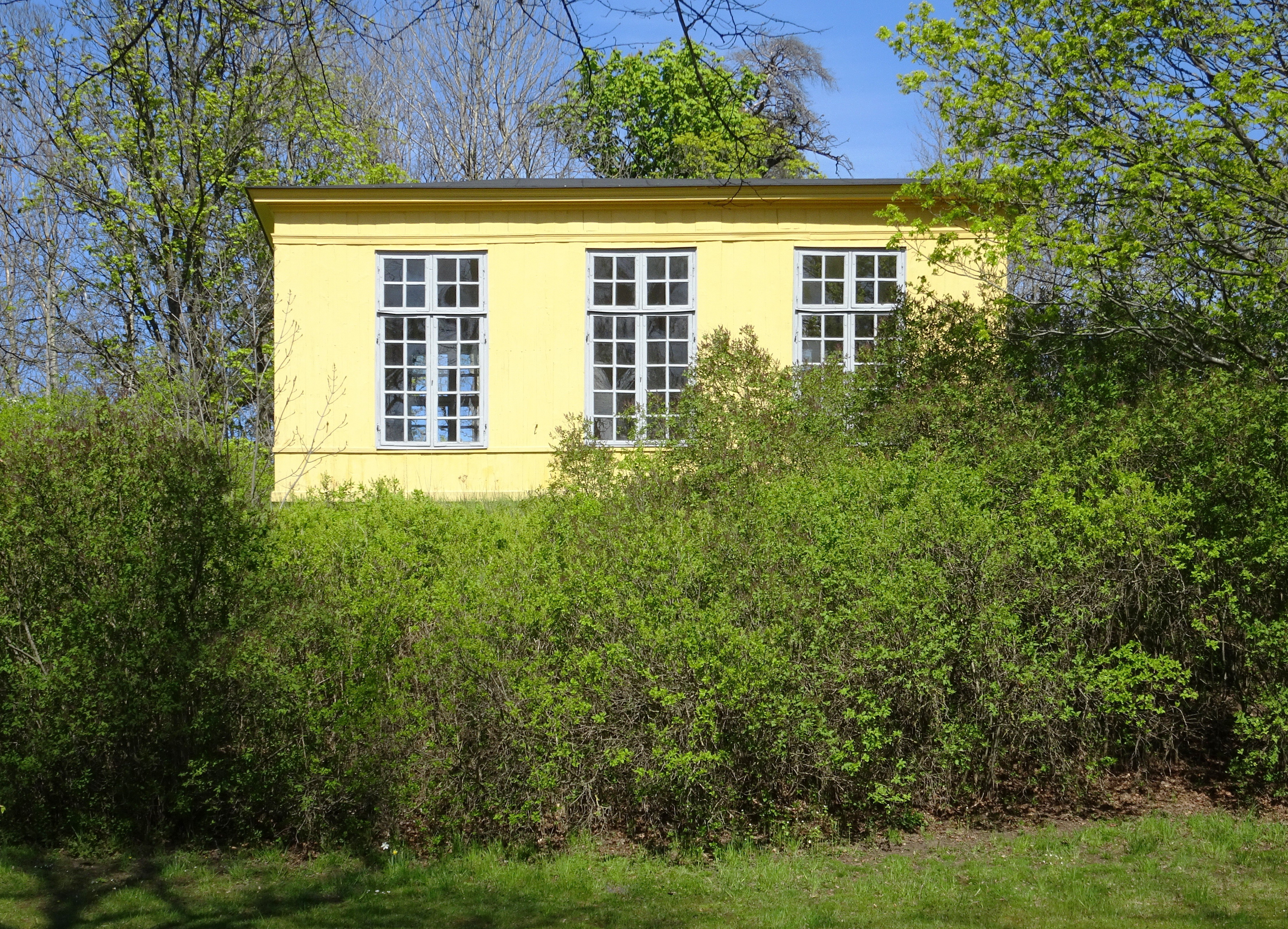
Musikpaviljongen.
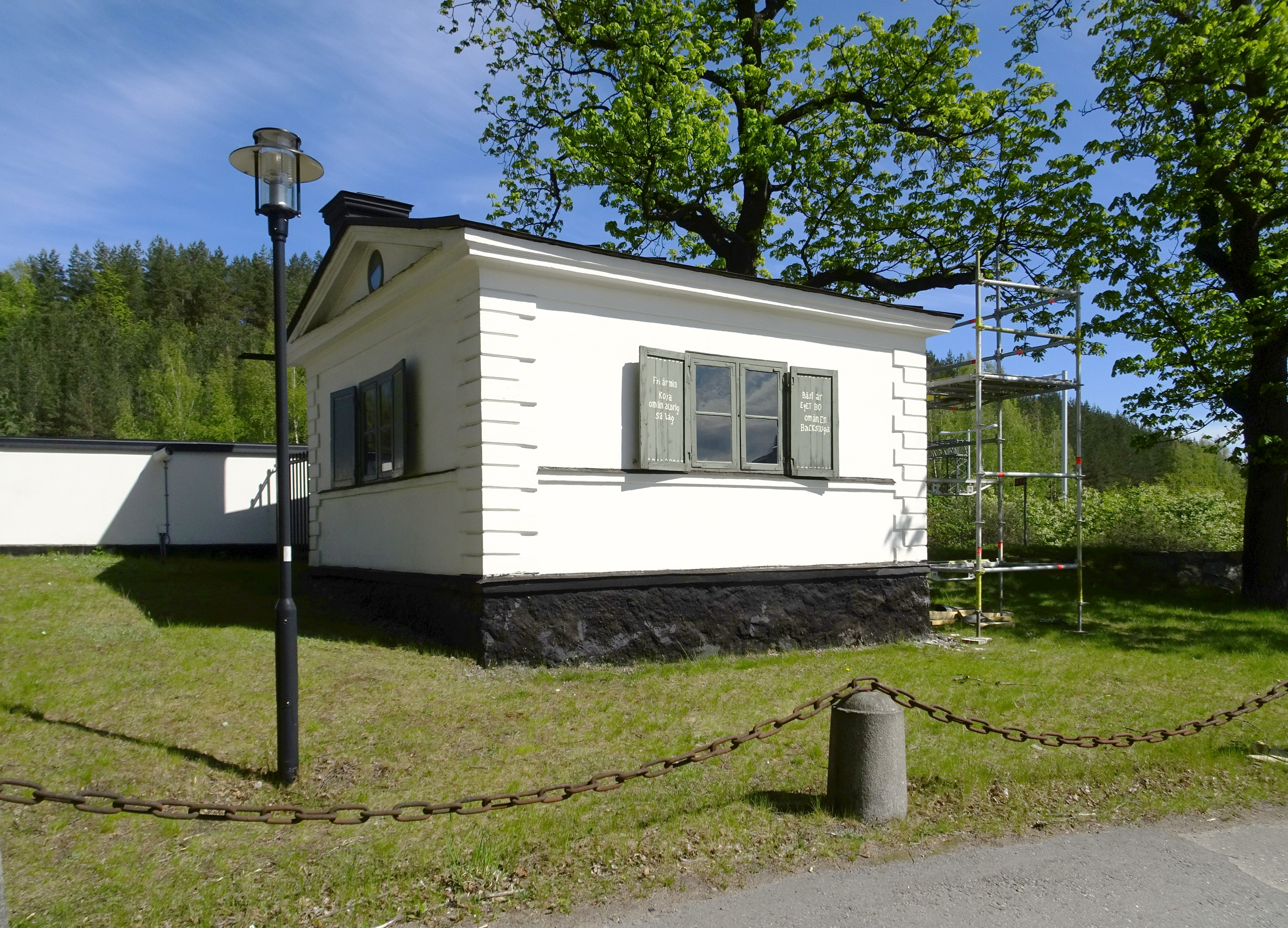
Grindstugan.

Parken och omgivningen
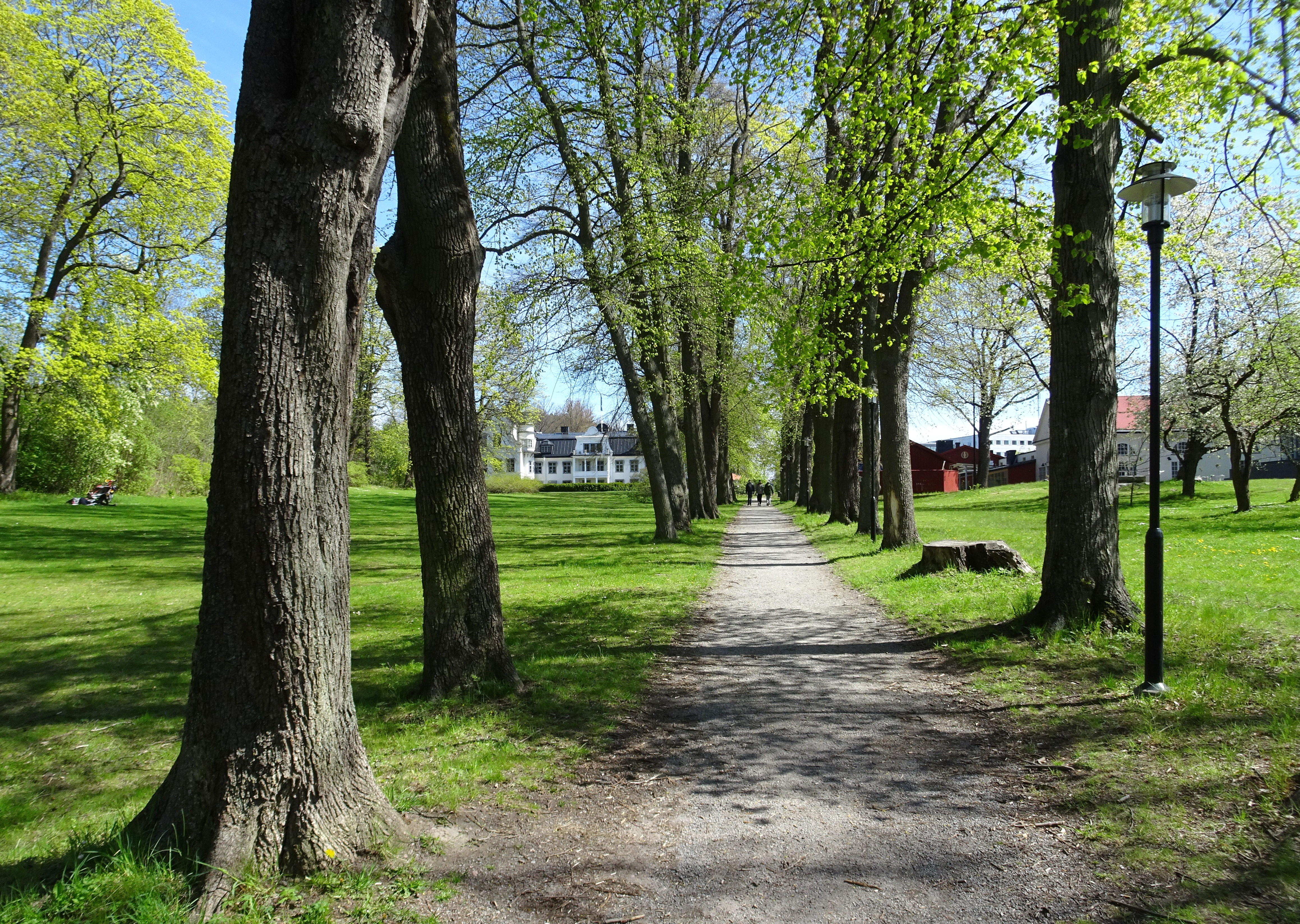
Allén österut.
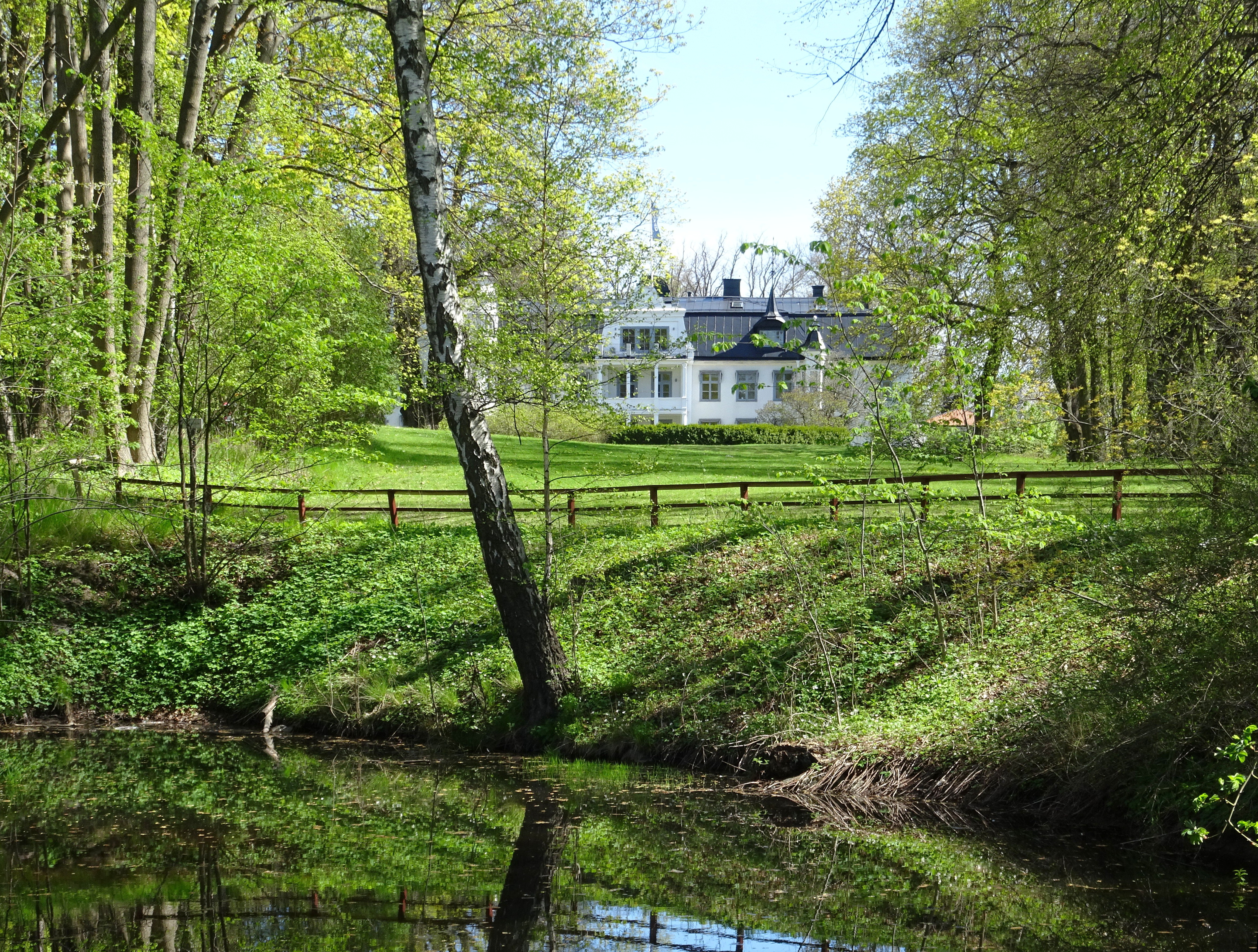
Parken i väster med dammen.
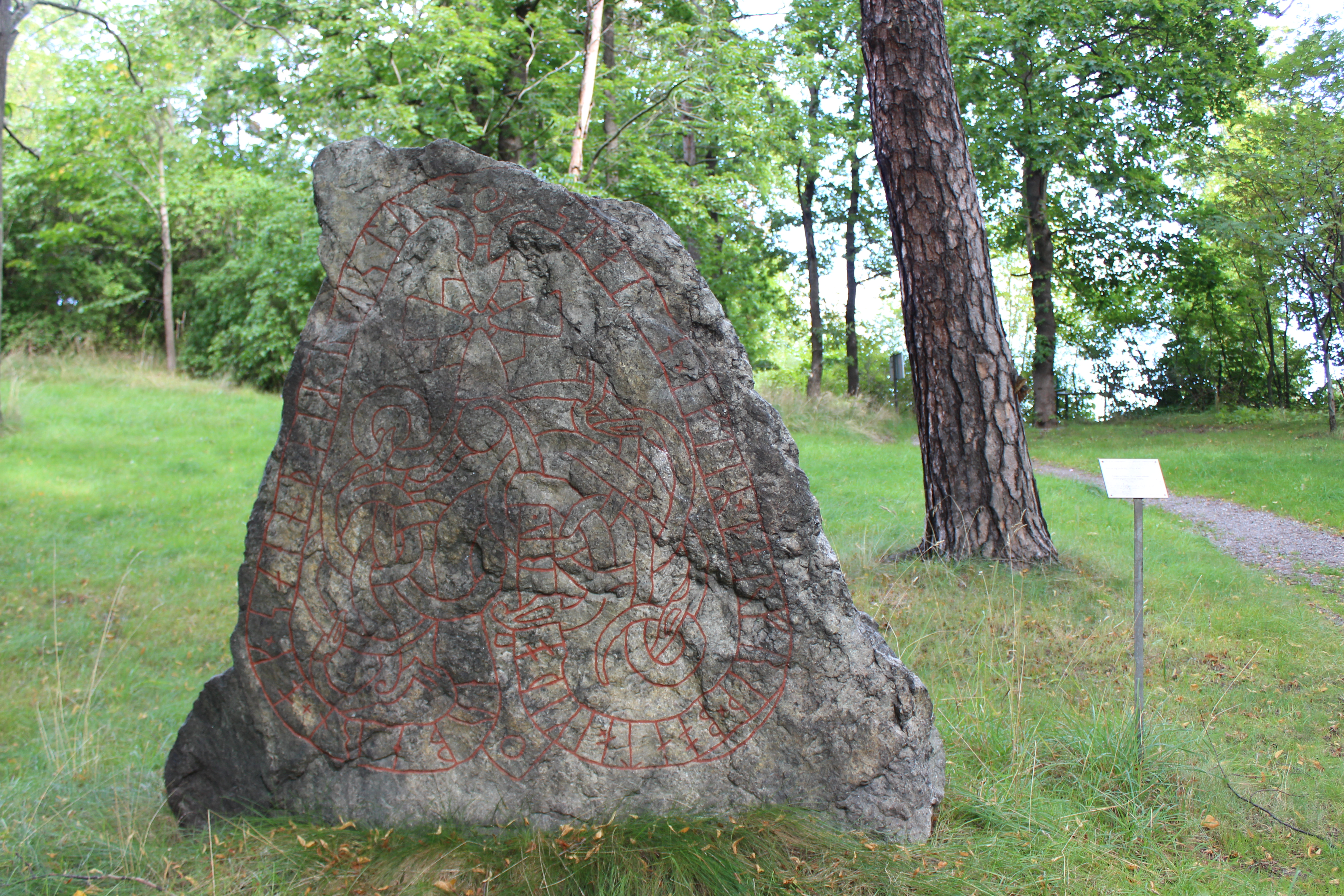
Runstenen Upplands runinskrifter 121.
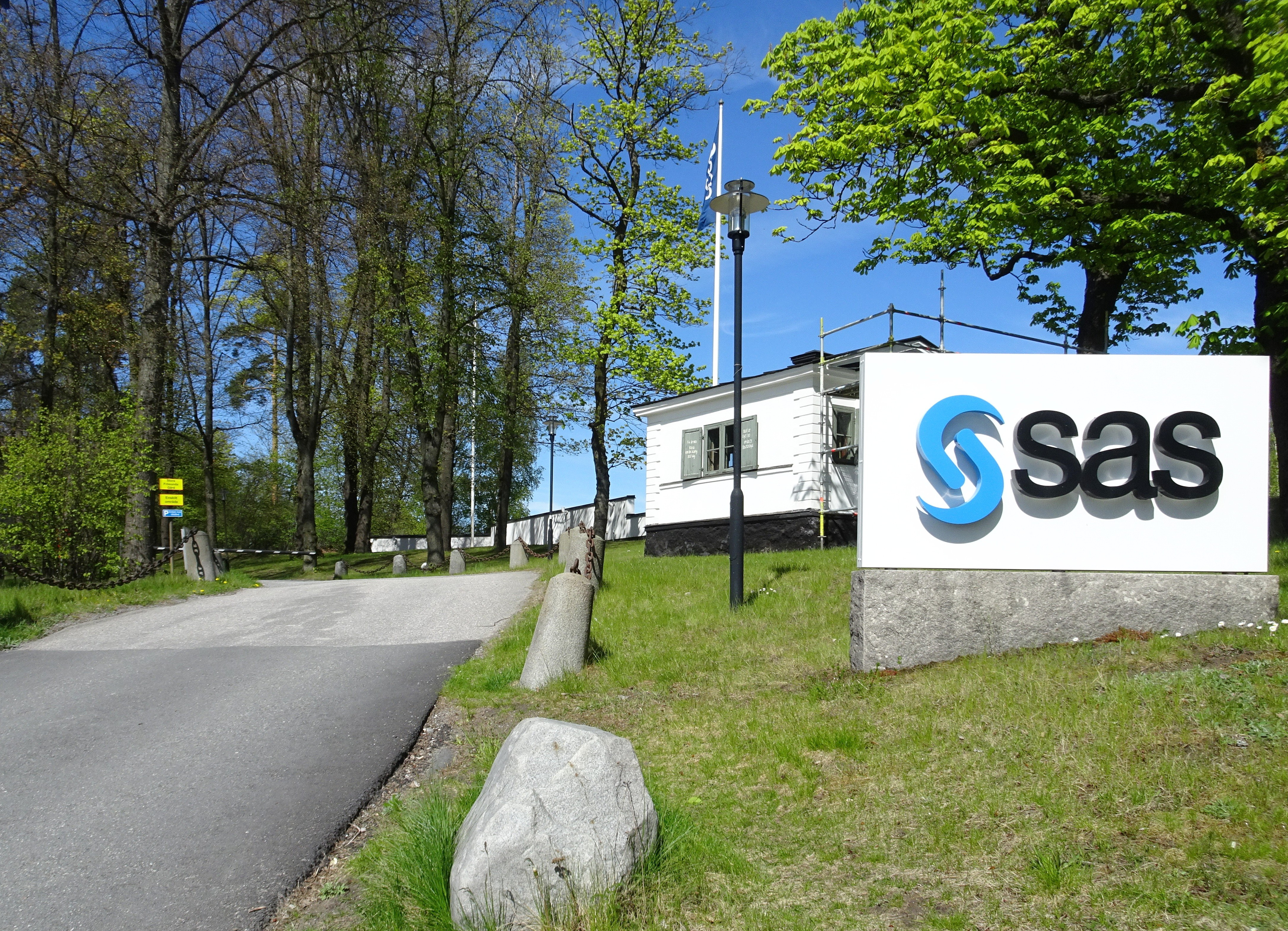
Infarten med grindstugan.
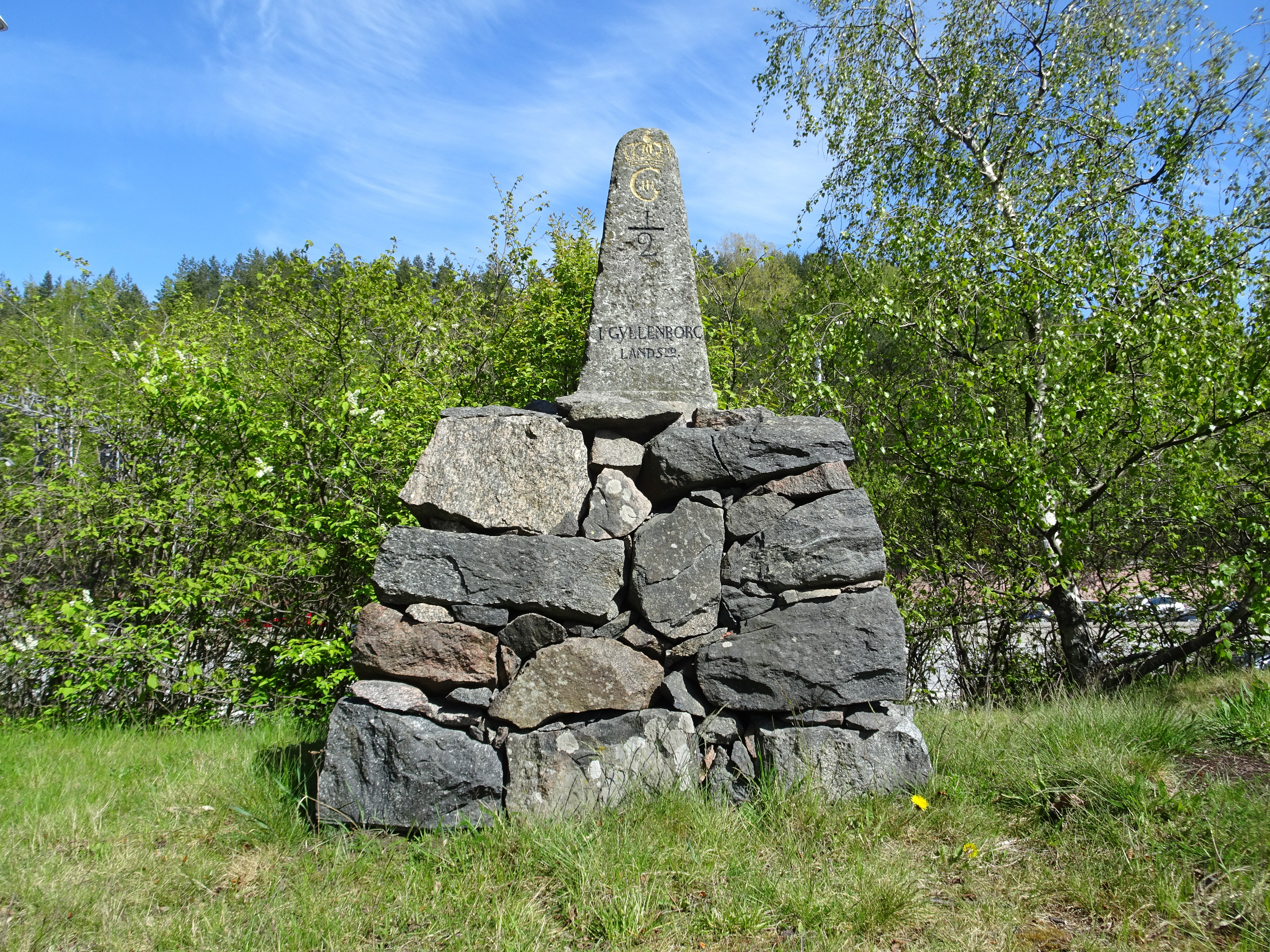
Milstenen vid gamla Uppsalavägen.